# Imunodeficiência

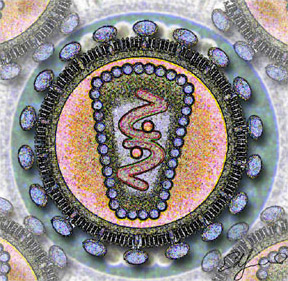
Representação estilizada de um corte transversal do Vírus da Imunodeficiência Humana (HIV)

Imunodeficiência é uma desordem do sistema imunológico caracterizada pela incapacidade de se estabelecer uma imunidade efetiva e uma resposta ao desafio dos antígenos. Chama-se a pessoa que apresenta imunodeficiência de imunocomprometida. Qualquer parte do sistema imunológico pode ser afetada. A imunodeficiência resulta numa crescente suscetibilidade a infecções oportunistas e certos tipos de câncer. Pode surgir como resultado de uma doença, como a infecção pelo HIV e a AIDS, ou pode ser induzida por administração de drogas (imunossupressão), como no tratamento de doenças autoimunes ou na prevenção contra a rejeição de um transplante de órgão.
1. ↑  «National Institute of Allergy and Infectious Diseases (NIAID)». www.niaid.nih.gov (em inglês). Consultado em 20 de dezembro de 2024
2. ↑  «The page you're looking for isn't available | NIAID: National Institute of Allergy and Infectious Diseases». www.niaid.nih.gov (em inglês). Consultado em 20 de dezembro de 2024